# Alexandra Stan
Alexandra Liliana Stan (ur. 10 czerwca 1989 w Konstancy) – rumuńska piosenkarka.

## Życiorys
Gdy miała pięć lat, jej talent został rozpoznany przez rodzinę i przyjaciół, od których otrzymała pełne poparcie od początku. Alexandra brała udział w wielu konkursach, nawet w festiwalu Mamaia, gdzie pod wrażeniem jej wszechstronnego głosu była publiczność. W 2009 poznała Marcela Prodan i Andrew Nemirschi, a wkrótce została wokalistką w ich zespole Maan Studio. Ich pierwsze, wspólne piosenki – „Show Me the Way” i „Lollipop”, spotkały się z przychylnym odbiorem słuchaczy. Po wydaniu singli została zaproszona do uczestnictwa w programach telewizyjnych, a jej piosenki zostały wyemitowane w radiu. W kolejnych miesiącach nagrała piosenki „Mr Saxobeat” czy „Get Back (ASAP)”, które stały się przebojami.

## Dyskografia
- Saxobeats (2011)
- Unlocked (2014)
- Alesta (2016)
- Mami (2018)

## Nagrody i Nominacje
| Rok  | Nagroda                         | Kategoria                                                               | Przedmiot nominacji | Rezultat  |
| ---- | ------------------------------- | ----------------------------------------------------------------------- | ------------------- | --------- |
| 2011 | MTV Europe Music Awards 2011    | najlepszy wykonawca rumuński                                            | ona sama            | Wygrana   |
| 2011 | MTV Europe Music Awards 2011    | Europejska Nagroda Muzyczna MTV dla najlepszego europejskiego wykonawcy | ona sama            | Nominacja |
| 2011 | Romanian Music Awards           | Najlepsza Piosenka                                                      | „Mr. Saxobeat”      | Wygrana   |
| 2011 | Romanian Music Awards           | Najlepsza piosenka taneczna                                             | „Mr. Saxobeat”      | Nominacja |
| 2011 | Romanian Music Awards           | europejska nagroda muzyczna                                             | ona sama            | Wygrana   |
| 2011 | Romanian Music Awards           | Kobieta Roku                                                            | ona sama            | Nominacja |
| 2011 | European Border Breakers Award  | Rumuńska nagroda muzyczna                                               | ona sama            | Wygrana   |
| 2011 | Los Premios 40 Principales 2011 | Best International Song                                                 | „Mr. Saxobeat”      | Nominacja |
| 2012 | Balkan Music Awards             | Worldwide Breakthrough                                                  | ona sama            | Wygrana   |
| 2012 | Romanian Music Awards           | Kobieta Roku                                                            | ona sama            | Wygrana   |
| 2012 | Romanian Music Awards           | Najlepszy Album                                                         | Saxobeats           | Nominacja |
| 2013 | Elle Style Awards România       | Najlepszy artysta pop                                                   | ona sama            | Nominacja |
| 2013 | Japan Gold Disc Award           | Najlepszy nowy artysta                                                  | ona sama            | Wygrana   |
| 2013 | Romanian Music Awards           | Kobieta Roku                                                            | ona sama            | Nominacja |
| 2013 | RRA Awards                      | Radio România Junior                                                    | „Lemonade”          | Nominacja |
| 2015 | Celebrity Awards                | Kobieta Sukcesu                                                         | ona sama            | Wygrana   |
| 2015 | Elle Style Awards România       | Najlepszy artysta pop                                                   | ona sama            | Nominacja |
| 2017 | Glamour Beauty Awards           | Best VIP Make-up                                                        | ona sama            | Nominacja |